# Parafia św. Jana Kantego w Wapnicy
Parafia pw. św. Jana Kantego w Wapnicy – parafia rzymskokatolicka, należąca do dekanatu Suchań, archidiecezji szczecińsko-kamieńskiej, metropolii szczecińsko-kamieńskiej. W parafii posługują księża diecezjalni. Według stanu na listopad 2020 proboszczem parafii był ks. Marcin Filipek.

## Miejsca święte

### Kościół parafialny
Kościół pw. św. Jana Kantego w Wapnicy

### Kościoły filialne i kaplice
- Kościół Miłosierdzia Bożego w Sicku[1]
- Kościół św. Józefa w Sokolińcu[1]